# Museum für Lackkunst

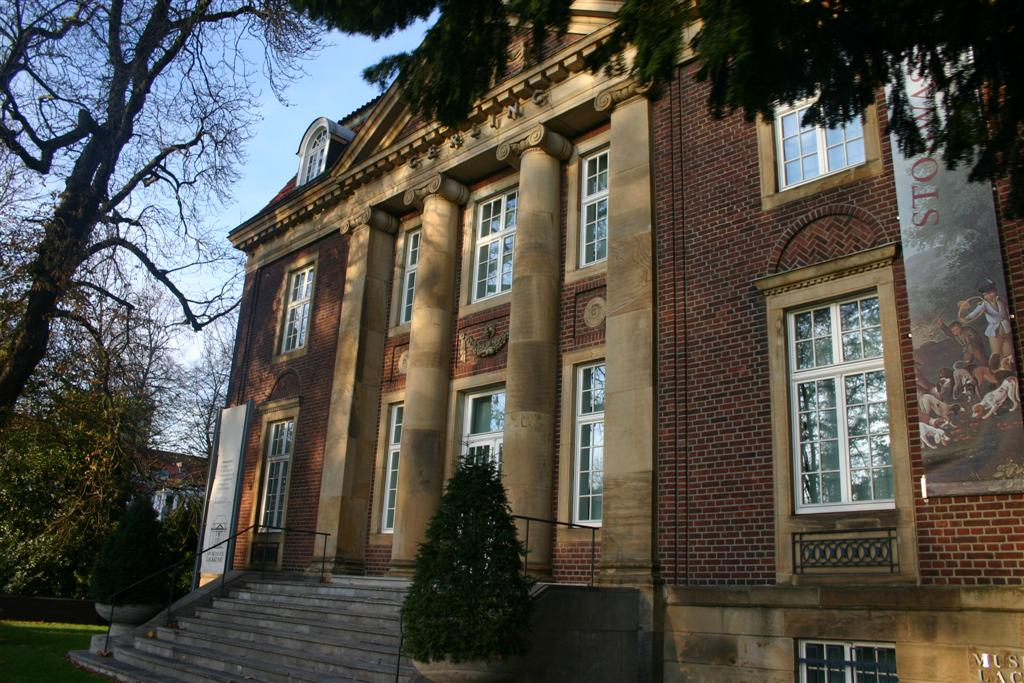
Das Museum für Lackkunst an der Promenade in Münster.

Das zu BASF Coatings gehörende Museum für Lackkunst (kurz: Lackmuseum) im westfälischen Münster war mit seiner Sammlung von rund 1000 Objekten der Lackkunst aus Ostasien, Europa und der islamischen Welt aus mehr als zweitausend Jahren die weltweit einzige Einrichtung dieser Art. Letzte Direktorin war bis Oktober 2022 die Kunsthistorikerin Gudrun Bühl, seitdem stand das Museum unter Interimsleitung.
Nach der endgültigen Schließung des Museums am 1. Februar 2024 sollen die „1.250 Lackkunstobjekte [...] in die Sammlung des LWL-Museums für Kunst und Kultur integriert werden“. Der Beschluss über die Schließung war Ende des Jahres 2023 durch die BASF Coatings getroffen worden.

## Geschichte
Die Geschichte des Museums geht auf die beiden Sammler Erich Zschocke (1901–1978) und Kurt Herberts (1901–1989) zurück. Zschocke gehörte in den 1930er Jahren der Kölner Lackfabrik Herbig-Haarhaus an. Er befasste sich während dieser Zeit mit der firmeneigenen Lackkunst. 1955 gründete er das Herbig-Haarhaus-Lackmuseum, zu dessen Beständen etwa Lackarbeiten „von dem letzten großen Lackmeister Japans“ Shibala Zesshin (1807–1891) gehörten. Ziel war die Fortführung der bestehenden Sammlung des 1844 entstandenen Unternehmens Friedrich Haarhaus und späteren oHG Herbig-Haarhaus, das vor allem Lacke und Lackfarben für Industrie, Großhandel und Behörden produzierte. Es war von Robert Friedrich Haarhaus gegründet worden, 1871 trat sein Schwiegersohn Adolf Herbig in die Firma ein.
Im Zuge der Übernahme der Lackfabrik Herbig-Haarhaus im Jahre 1968 übernahm die BASF auch das dazugehörige Museum. Im Jahre 1982 konnte das Unternehmen außerdem die Sammlung von Kurt Herberts erwerben. Der Wuppertaler Unternehmer hatte ebenfalls seit den 1930er Jahren historische Lackkunst gesammelt. Die meisten dieser wertvollen Objekte überstanden den Zweiten Weltkrieg zwar nicht, ab 1949 hatte Herberts jedoch mit dem systematischen Wiederaufbau seiner Sammlung begonnen.
Monika Kopplin, die 1990 nach Münster übersiedelte, um bei der BASF Lacke und Farben AG als Kuratorin die unternehmenseigene Sammlung von Lackkunst zu übernehmen, eröffnete hier im Jahre 1993 das Museum für Lackkunst, 2019 ging sie in den Ruhestand. Im November 2022 kündigte das Unternehmen BASF Coatings an, sich aus der Trägerschaft des Museums für Lackkunst zurückzuziehen. Im Dezember 2023 wurde bekannt, dass die Sammlung für einen symbolischen Kaufpreis in den Besitz des LWL-Museums für Kunst und Kultur übergehen wird. Am 1. Februar 2024 wurde das Museum schließlich geschlossen.

## Sammlung

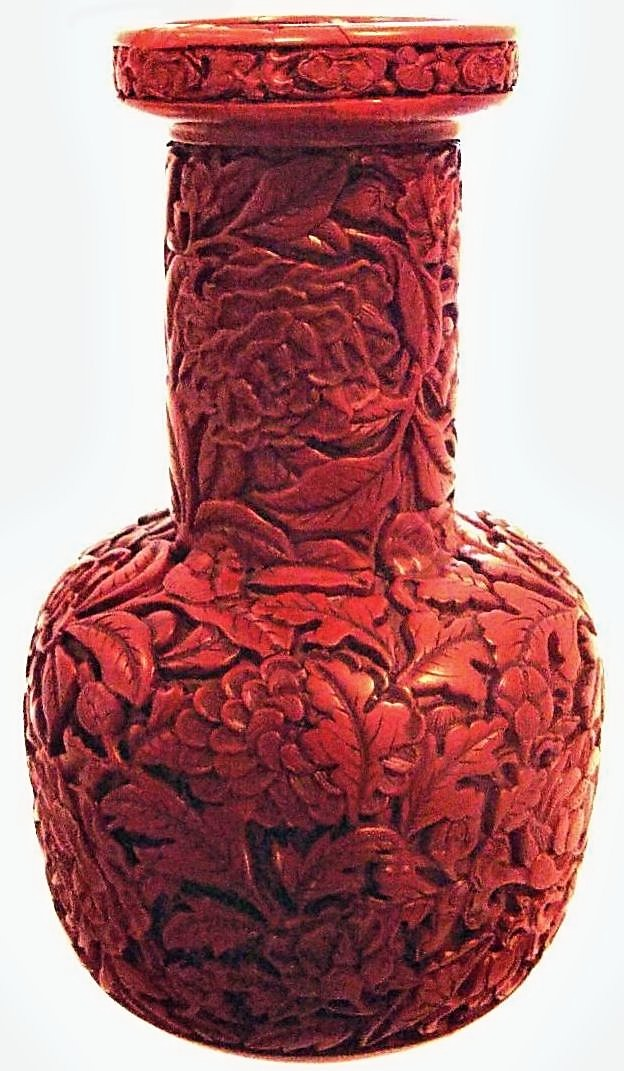
Chinesische Schnitzlackvase aus der Yongle-Ära

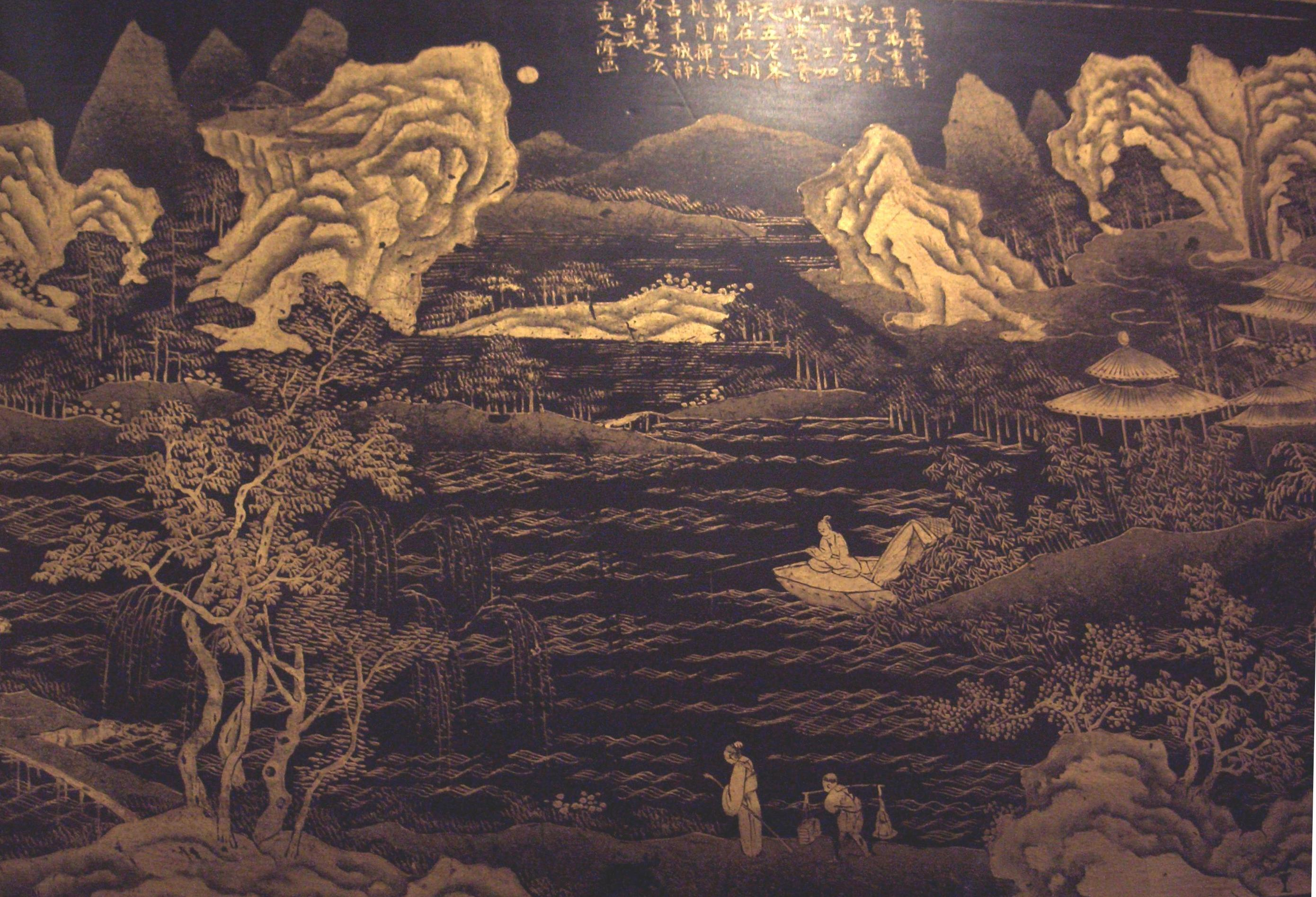
Chinesische Lackarbeit, um 1595

Die ältesten Objekte des Museums stammen aus China und Korea, wo bereits im 4. und 5. Jahrhundert vor Christus Verzierungen mit dem Saft des dort heimischen Lackbaumes vorgenommen wurden. Gezeigt wird eine repräsentative Auswahl an verschiedensten Ziertechniken, die dabei zur Anwendung kamen. Der Schwerpunkt liegt dabei auf rotem Schnitzlack, Lackmalerei auf Möbeln sowie auf Perlmuttarbeiten.
Die Exponate japanischer Lackkunst (Urushi) umfassen Werke der im 9. Jahrhundert zur Perfektion ausgebildeten Technik des Streubildes, bei der Gold- und Silberpulver durch Röhrchen in den noch feuchten Lack eingerieselt werden. Die ältesten Werke europäischer Lackkunst hingegen stammen aus dem Ende des 16. Jahrhunderts. Nach dem Import asiatischer Lackarbeiten stieg die Nachfrage nach diesen begehrten Luxusartikeln schnell an und die Europäer begannen mit der Herstellung eigener Kunstobjekte. Da der Saft des asiatischen Lackbaumes nicht nach Europa transportiert werden konnte, entstanden die Werke aus neuartigen Lackrezepturen auf der Basis von Ölen, Harzen und Bindemitteln. Während die Motive im 17. Jahrhundert denen der asiatischen Lackkunst ähnelten, entstanden ab dem 18. Jahrhundert eigene Motive. So findet sich im Museum unter anderem ein vom Dresdner Hoflackierer Martin Schnell, der als Begründer der japanischen Streutechnik in Europa gilt, um 1715 gefertigter Kabinettschrank, der als bedeutendster der Lackkunst gilt. Ein weiteres bedeutendes Stück europäischer Lackkunst ist das um 1820 in der Manufaktur Stobwasser gefertigte Panorama der „Großen Straße des Simplon“ mit 24 Ansichten des Schweizer Simplonpasses.
Die frühesten Werke russischer Lackkunst stammen vom Beginn des 19. Jahrhunderts. Inspiriert durch die kunstvollen Verzierungen des Westens etablierte sie sich zu einer eigenständigen Schule, die sich von der anfänglichen Orientierung an europäischen Motiven ab 1850 hin zu russischen Sujets wandelte.
Daneben werden weitere Exponate der islamischen Lackkunst ausgestellt, bei der mit Wasserfarben und Muschelgold verzierte Objekte durch mehrere Lagen Klarlack überzogen wurden. Sie zeigen das charakteristische Rankenmuster und Blütenarrangements sowie das klassische islamische Bildthema „Rose und Nachtigall“. Die ältesten von ihnen reichen bis in das späte 15. Jahrhundert zurück.

## Sonderausstellungen
Neben der Ausstellung der Sammlung zeigte das Museum regelmäßig Sonderausstellungen zu einzelnen Epochen der Lackkunst. Hier gelang es immer wieder, bedeutende private Sammlungen erstmals für die Öffentlichkeit zugänglich zu machen.
Liste der Sonderausstellungen (unvollständig):
- 2000: Exponate aus den Collections Baur aus Genf
- 22. März bis 21. Juni 2009: Aus 1001 Nacht, Islamische Lackkunst in deutschen Museen und Bibliotheken
- 30. Mai bis 29. August 2010: Chinesische Lackkunst, Eine deutsche Privatsammlung
- 17. Oktober 2010 bis 13. Februar 2011: Die Schule von Palech 1923–1950, Lackminiaturen der Ikonenmaler eine Sonderausstellung
- 22. Mai bis 21. August 2011: Japanische Lackkunst für Bayerns Fürsten, Die Lackmöbel der Staatlichen Münzsammlung München
- 28. Oktober 2012 bis 27. Januar 2013: Die Lackkunst Koreas – Ästhetik in Vollendung, ausgewählte, mit Perlmuttintarsien verzierte Lackarbeiten aus der Goreyo- (918–1392) und Joseon-Dynastie (1392–1910)
- 13. Oktober 2013 bis 12. Januar 2014: Vernis Martin – französischer Lack im 18. Jahrhundert
- 25. Oktober 2015 bis 7. Februar 2016: Positionen der zeitgenössischen Lackkunst Koreas
- 7. November 2019 bis 2. Februar 2020: Männer machen Mode. Inrō aus der Sammlung des Museums für Lackkunst
- 2. April bis 14. Juni 2020: Japanische Lackkunst zu Beginn des 20. Jahrhunderts

## Belege
1. ↑  kunst raum münster: Museum für Lackkunst schließt zum 1. Februar 2024. In: kunst raum münster. 15. Dezember 2023, abgerufen am 1. Februar 2024 (deutsch).
2. ↑  Beatrix von Ragué: A History of Japanese Lacquerwork, University of Toronto Press, 1976, S. 346.
3. ↑  Die Geschichte des Museums für Lackkunst. In: Museum für Lackkunst. BASF Coatings GmbH, abgerufen am 19. Dezember 2022.
4. ↑  BASF Coatings trennt sich von Lackmuseum. In: Antenne Münster. Lokalradio Münster Betriebsgesellschaft mbH & Co. KG, 24. November 2022, abgerufen am 19. Dezember 2022.
5. ↑  Johannes Loy: Lackkunst wandert ins Landesmuseum – BASF Coatings übergibt Sammlung für einen Euro. In: wn.de. Westfälische Nachrichten, 15. Dezember 2023, abgerufen am 16. Dezember 2023.
6. ↑  Andreas Platthaus: Lackmustest mit der Lackkunst. In: FAZ.NET. 31. Januar 2024, abgerufen am 1. April 2024.

Koordinaten: 51° 57′ 28″ N, 7° 37′ 52,5″ O